# Караваєвка
Карава́євка (рос. Караваевка) — річка в Удмуртії, Росія, ліва притока річки Лудзинка. Протікає територією Зав'яловського району.
Річка починається на північній околиці села Подшивалово, через яке потім і протікає. Спочатку русло напрямлене на південний захід, але через 1 км плавно повертає на південний схід і лише пригирлова ділянка довжиною 1,5 км спрямована на південь. Впадає до Лудзинки нижче села Каравай-Нор'я. Береги місцями заліснені. Приймає декілька приток, створено багато ставків.
Над річкою розташовані такі населені пункти Зав'яловського району — Подшивалово та Каравай-Нор'я.